# Anna Erlandsson
Anna Margareta Erlandsson, född 21 december 1956 i Bromma, är en svensk kortfilmare, tecknare, formgivare och animatör.
Erlandsson utbildade sig vid Konstfack 1978–1982 och vann en guldbagge i kategorin Bästa kortfilm år 2004 för den animerade Glenn, the Great Runner.

## Filmografi
- 2004 – Glenn, the Great Runner
- 2004 – Sjuk-Huset
- 2006 – Hanspår
- 2006 – I lust och nöd
- 2009 – Doris